# Greenfield (Kalifornia)
Greenfield város az USA Kalifornia államában, Monterey megyében. Lakosainak száma 18 937 fő (2020. április 1.).

## Népesség
A település népességének változása:

| 2010 | 16 330 |
| 2020 | 18 937 |